# 共和国日 (东德)

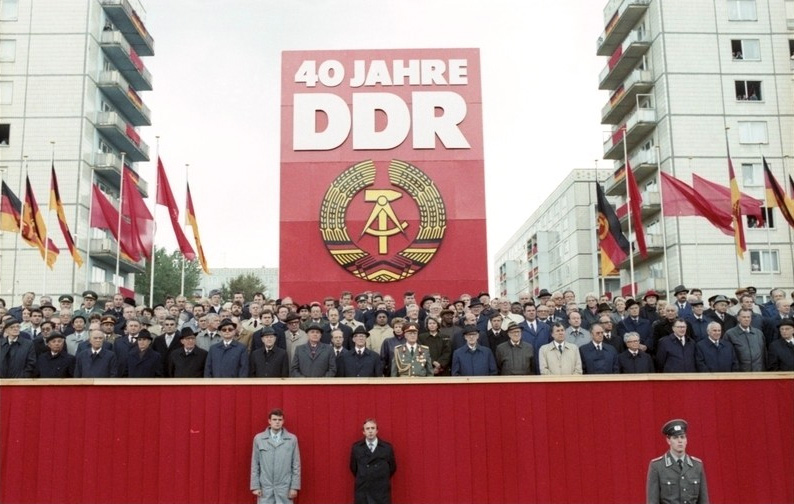
1989年10月7日共和国日的阅兵活动

共和国日（德語：Tag der Republik）是德意志民主共和国的国庆日，为每年的10月7日。纪念东德于1949年10月7日正式成立，直到1990年两德统一为止。

## 庆祝
每年的共和国日均会举行党政领导人参加的阅兵式，同时包括工人阶级战斗队、自由德国青年团以及东德各地劳动者代表的游行。阅兵在东柏林自亚历山大广场到施特劳斯贝格广场的卡尔·马克思大道举行。由于军事力量的展示与二战四强占领的状态不符，西方占领国通常会表示抗议。最后一次阅兵在1989年举行。
东德邮政每整五年发行共和国日的纪念邮票。